# Mariana Simionescu
Mariana Simionescu (* 27. November 1956 in Târgu Neamț) ist eine ehemalige rumänische Tennisspielerin.

## Karriere
Simionescu triumphierte 1974 im Finale des Juniorinneneinzels der French Open gegen Sue Barker mit 6:3 und 6:3. Während ihrer Profikarriere gewann sie einen WTA-Einzeltitel.
Zwischen 1973 und 1979 spielte sie für die rumänische Fed-Cup-Mannschaft, für die sie 13 ihrer 20 Partien gewann.

## Erfolge

### Einzel

#### Turniersiege
| Nr. | Datum            | Turnier | Kategorie          | Belag     | Finalgegnerin  | Ergebnis |
| --- | ---------------- | ------- | ------------------ | --------- | -------------- | -------- |
| 1.  | 26. Oktober 1980 | Tokio   | WTA Colgate Series | Hartplatz | Nerida Gregory | 6:4, 6:4 |

#### Finalteilnahmen
| Nr. | Datum       | Turnier | Kategorie          | Belag | Finalgegnerin   | Ergebnis |
| --- | ----------- | ------- | ------------------ | ----- | --------------- | -------- |
| 1.  | August 1975 | Orange  | WTA Non-Tour Event |       | Virginia Ruzici | 1:6, 1:6 |

### Doppel

#### Finalteilnahmen
| Nr. | Datum    | Turnier | Kategorie                        | Belag | Partnerin       | Siegerinnen                | Ergebnis |
| --- | -------- | ------- | -------------------------------- | ----- | --------------- | -------------------------- | -------- |
| 1.  | Mai 1976 | Rom     | Women’s International Grand Prix | Sand  | Virginia Ruzici | Delina Boshoff Ilana Kloss | 1:6, 2:6 |

## Abschneiden bei Grand-Slam-Turnieren

### Einzel
| Turnier         | 1973 | 1974 | 1975 | 1976 | 1977 | 1978 | 1979 | 1980 | Karriere |
| --------------- | ---- | ---- | ---- | ---- | ---- | ---- | ---- | ---- | -------- |
| Australian Open | —    | —    | —    | —    | —    | —    | —    | —    | —        |
| French Open     | 1    | 2    | 1    | AF   | —    | AF   | 1    | 2    | AF       |
| Wimbledon       | 1    | 2    | 1    | 1    | AF   | 2    | 2    | —    | AF       |
| US Open         | —    | 2    | —    | 2    | —    | 1    | —    | 1    | 2        |

Zeichenerklärung: S = Turniersieg; F, HF, VF, AF = Einzug ins Finale / Halbfinale / Viertelfinale / Achtelfinale; 1, 2, 3 = Ausscheiden in der 1. / 2. / 3. Hauptrunde; Q1, Q2, Q3 = Ausscheiden in der 1. / 2. / 3. Runde der Qualifikation; n. a. = nicht ausgetragen

### Doppel
| Turnier         | 1973 | 1974 | 1975 | 1976 | 1977 | 1978 | 1979 | Karriere |
| --------------- | ---- | ---- | ---- | ---- | ---- | ---- | ---- | -------- |
| Australian Open | —    | —    | —    | —    | —    | —    | —    | —        |
| French Open     | AF   | AF   | AF   | AF   | —    | 1    | 1    | AF       |
| Wimbledon       | 1    | 1    | 1    | 2    | —    | —    | 2    | 2        |
| US Open         | —    | AF   | —    | 1    | 1    | —    | 1    | AF       |

### Mixed
| Turnier         | 1973  | 1974  | 1975  | 1976  | Karriere |
| --------------- | ----- | ----- | ----- | ----- | -------- |
| Australian Open | n. a. | n. a. | n. a. | n. a. | —        |
| French Open     | —     | —     | VF    | AF    | VF       |
| Wimbledon       | 1     | —     | —     | 1     | 1        |
| US Open         | —     | 1     | 1     | —     | 1        |

## Persönliches

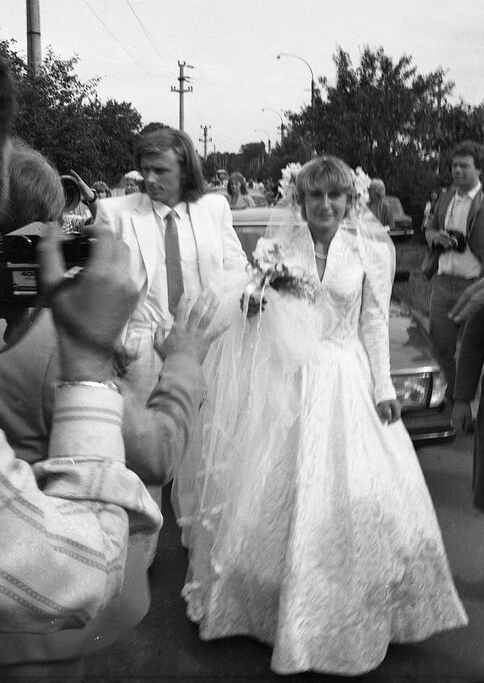
Björn Borg und Mariana Simionescu

Simionescu war seit 1976 mit Björn Borg liiert, den sie am 24. Juli 1980 in Bukarest heiratete. Die Ehe wurde 1984 wieder geschieden. Eine weitere Beziehung hatte sie mit dem Rennfahrer Jean-Louis Schlesser, mit dem sie einen Sohn hat.